# Élections législatives de 1967 en Polynésie française
Les élections législatives françaises de 1967 se déroulent les 5 et 12 mars. Dans le territoire de la Polynésie française, un député est à élire dans le cadre d'une circonscription.

## Élus
| Circonscription        | Député sortant | Parti | Parti | Député élu ou réélu | Parti | Parti         |
| ---------------------- | -------------- | ----- | ----- | ------------------- | ----- | ------------- |
| Circonscription unique | John Teariki   |       | CD    | Francis Sanford     |       | Divers droite |

## Résultats

### Résultats à l'échelle du territoire
| Parti          | Parti          | Premier tour | Premier tour | Second tour | Second tour | Siège |
| Parti          | Parti          | Voix         | %            | Voix        | %           | Siège |
| -------------- | -------------- | ------------ | ------------ | ----------- | ----------- | ----- |
|                | Divers droite  | 15 042       | 58,22        | 26 922      | 98,78       | 1     |
|                | Divers         | 10 795       | 44,81        | 332         | 1,22        | 0     |
|                |                |              |              |             |             |       |
| Inscrits       | Inscrits       | 36 928       | 100,00       | 37 056      | 100,00      | 1     |
| Abstentions    | Abstentions    | 10 268       | 27,81        | 9 431       | 25,45       |       |
| Votants        | Votants        | 26 660       | 72,19        | 27 625      | 74,55       |       |
| Blancs et nuls | Blancs et nuls | 823          | 3,09         | 371         | 1,34        |       |
| Exprimés       | Exprimés       | 25 837       | 96,91        | 27 254      | 98,66       |       |

### Résultats par circonscription
| Candidat | Candidat                       | Parti          | Premier tour | Premier tour | Second tour | Second tour |  |
| Candidat | Candidat                       | Parti          | Voix         | %            | Voix        | %           |  |
| --- | ------------------------------ | -------------- | ------------ | ------------ | ----------- | ----------- |  |
| | John Teariki sortant           | Divers droite  | 8 222        | 31,82        | 13 289      | 48,76       |  |
| | Francis Sanford élu            | RI             | 6 820        | 26,40        | 13 633      | 50,02       |  |
| | Elie Salmon                    | Sans étiquette | 4 526        | 17,52        | 332         | 1,22        |  |
| | Jean Bambridge                 | Sans étiquette | 1 389        | 5,38         |             |             |  |
| | Jean-Baptiste Ceran-Jerusalemy | Sans étiquette | 1 345        | 5,21         |             |             |  |
| | Atger Adwin                    | Sans étiquette | 1 015        | 3,93         |             |             |  |
| | Pierre Cassiau                 | Sans étiquette | 718          | 2,78         |             |             |  |
| | Alexis Vairaaroa               | Sans étiquette | 640          | 2,48         |             |             |  |
| | Adrien Degage                  | Sans étiquette | 601          | 2,33         |             |             |  |
| | André Porlier                  | Sans étiquette | 391          | 1,51         |             |             |  |
| | Henri Lombard                  | Sans étiquette | 170          | 0,66         |             |             |  |
| |                                |                |              |              |             |             |  |
| Inscrits | Inscrits                       | Inscrits       | 36 928       | 100,00       | 37 056      | 100,00      |  |
| Abstentions | Abstentions                    | Abstentions    | 10 268       | 27,81        | 9 431       | 25,45       |  |
| Votants | Votants                        | Votants        | 26 660       | 72,19        | 27 625      | 74,55       |  |
| Blancs et nuls | Blancs et nuls                 | Blancs et nuls | 823          | 3,09         | 371         | 1,34        |  |
| Exprimés | Exprimés                       | Exprimés       | 25 837       | 96,91        | 27 254      | 98,66       |  |
| Source : France, Ministère de l'intérieur. Les Elections législatives . Métropole., la Documentation française, 1967 (lire en ligne) |                                |                |              |              |             |             |  |